# Cottenchy
Cottenchy település Franciaországban, Somme megyében. Lakosainak száma 555 fő (2022. január 1.). Cottenchy Boves, Dommartin, Estrées-sur-Noye, Fouencamps, Grattepanche, Remiencourt és Sains-en-Amiénois községekkel határos.

## Népesség
A település népességének változása:
| Lakosok száma | 571  | 582  | 753  | 576  | 573  | 571  | 573  | 570  | 555  |
|               | 2013 | 2015 | 2016 | 2017 | 2018 | 2019 | 2020 | 2021 | 2022 |